# Pachyramphus
A Pachyramphus a madarak (Aves) osztályának verébalakúak (Passeriformes) rendjébe és a Tityridae családjába tartozó nem. Egyes szervezetek az egész családot, a kotingafélék (Cotingidae) családjában sorolják Tityrinae alcsaládként.

## Rendszerezés
A nemet George Robert Gray írta le 1840-ben, jelenleg az alábbi 16 vagy 17 faj tartozik ide:
- Pachyramphus surinamus
- fahéjszínű bekard (Pachyramphus cinnamomeus)
- Pachyramphus castaneus
- Pachyramphus marginatus
- Pachyramphus major
- fehérszárnyú bekard (Pachyramphus polychopterus)
- Pachyramphus albogriseus
- szalagos bekard (Pachyramphus versicolor)
- Pachyramphus viridis
- Pachyramphus xanthogenys[1] vagy Pachyramphus viridis xanthogenys[2]
- Pachyramphus spodiurus
- Pachyramphus rufus
- Pachyramphus validus
- Pachyramphus minor
- Pachyramphus homochrous
- barátbekard (Pachyramphus aglaiae)
- jamaicai bekard (Pachyramphus niger)

## Előfordulásuk
Észak-Amerika déli részén, valamint Közép-Amerika és Dél-Amerika területén honosak. A természetes élőhelyük a szubtrópusi vagy trópusi erdők és szavannák.

## Megjelenésük
Testhosszuk 11,5-18,5 centiméter közötti.

## Életmódjuk
Ízeltlábúakkal, főleg rovarokkal, valamint bogyókkal és gyümölcsökkel táplálkoznak.